# Alvinnn!!! e i Chipmunks
Alvinnn!!! e i Chipmunks (ALVINNN!!! and the Chipmunks) è una serie animata franco-statunitense in computer grafica creata da Janice Karman ed ispirata ai personaggi di Alvin and the Chipmunks. Viene trasmessa dal 30 marzo 2015 in Francia su M6, mentre in Italia dal 18 maggio su Nick Jr. Il 31 agosto dello stesso anno sono andati in onda i primi due episodi come anteprima su K2, per poi essere trasmessa a settembre.
Nell'ottobre 2016 la serie è stata rinnovata per una terza e quarta stagione. Nel 2018 la serie è stata rinnovata per una quinta stagione. Nel novembre 2019 la serie viene rinnovata per la sesta e la settima stagione, ma queste ultime vengono cancellate nel 2023.

## Trama
Come nella maggior parte degli adattamenti di Alvin and the Chipmunks, la serie segue Dave Seville, un padre single che sta allevando tre Chipmunks come suoi figli. La serie si svolge in tempi moderni e discute di argomenti come i problemi tecnologici di Dave, il bullismo scolastico, l'amicizia e l'amore.

## Personaggi

### Personaggi principali
- Alvin Seville: è un membro dei Chipmunks. Indossa una felpa rossa con sopra una "A" gialla con berretto coordinato, jeans e scarpe da tennis rosse con i lacci bianchi. Ha i capelli castano chiaro e gli occhi azzurri ed è il fratello di mezzo, nonché il leader del trio. Già in tenera età aveva voglia di divertirsi e vivere avventure. È immaturo, ribelle, egoista e combina-guai. Lui e Simon sono particolarmente vicini l'uno all'altro. Va male a scuola perché non gli piace studiare, ma quando è motivato ottiene ottimi risultati. Adora lo sport e i videogiochi. Cerca sempre di fare bella figura con i compagni di scuola; è innamorato di Brittany, ma non riesce a dichiararsi e ad ammettere i propri sentimenti. Qualche volta approfitta della dolcezza e dell'ingenuità del suo fratellino Theodore. Abita insieme ai suoi fratelli e a Dave. Doppiato da Ross Bagdasarian, Jr. (ed. inglese), Davide Perino (ed. italiana).
- Simon Seville: è un membro dei Chipmunks. È il fratello maggiore. È più alto dei suoi fratelli ed è il "cervello" della famiglia. Oltre a essere il più intelligente e colto del trio, è anche responsabile, ma certe volte sa anche essere anche prepotente, altezzoso e una testa calda, appassionato di scienza, tecnologia, matematica e invenzioni dove a volte combina qualche guaio. Indossa una maglia, occhiali blu e jeans; ha capelli castani e occhi azzurri. Nonostante lui e Alvin spesso discutano, si preoccupa di suo fratello, rimane al suo fianco e lo aiuta in ogni momento. Ha una cotta per Jeanette, anche se non lo ammette. Molte volte è dalla parte del fratellino Theodore. Abita insieme ai suoi fratelli e a Dave. Doppiato da Ross Bagdasarian Jr. (ed. inglese), Simone Crisari e Gianluca Crisafi (ep. 2×01-2x07) (ed. italiana).
- Theodore Seville: è un membro dei Chipmunks. È il più basso dei fratelli ed è il più piccolo; è intelligente, tenero, dolce, sensibile, goloso, ingenuo e credulone. Indossa una felpa con cerniera verde, jeans e ha capelli biondi e occhi marroni. Ha una cotta per Eleanor, anche se preferisce non ammetterlo. Lui ama il suo orsetto di peluche Talking Teddy e ama mangiare i dolci. È il Chipmunk che ha la voce più acuta. Abita insieme ai suoi fratelli e a Dave. Doppiato da Janice Karman (ed. inglese), Alessio Puccio (ed. italiana).
- Brittany Miller: è un membro delle Chipettes. Indossa una maglia rosa e pantaloni neri e ha i capelli biondi raccolti in una coda di cavallo e occhi azzurri. È la sorella di mezzo di Jeanette e Eleanor. Abita con le sorelle in una casa su un albero. È un'amante della moda e tiene molto all'aspetto fisico. Ha una cotta evidente per Alvin ma come lui non vuole ammetterlo. È arrogante, vanitosa, egoista e vendicativa ma anche simpatica, ed è molto legata alle sue sorelle. Doppiata da Janice Karman (ed. inglese), Ilaria Latini (ed. italiana).
- Jeanette Miller: è un membro delle Chipettes ed è la sorella maggiore di Brittany e Eleanor. Indossa una camicia viola e jeans e ha capelli castani raccolti in uno chignon e occhi viola. Come Simon, è più alta delle sorelle e porta gli occhiali di colore viola. È timida, insicura e amante della natura, ma sa essere determinata. Ha una cotta per Simon ma come lui non vuole ammetterlo. Abita con le sorelle in una casa su un albero. Doppiata da Janice Karman (ed. inglese), Selvaggia Quattrini (ed. italiana).
- Eleanor Miller: è un membro delle Chipettes. È la sorella minore di Brittany e Jeanette. Indossa una maglia a righe bianche e verdi, gonna e un tutù verde; ha capelli biondi raccolti in due codini e occhi verdi. Come Theodore, per cui ha una cotta, è più bassa delle sue sorelle. Abita con loro in una casa su un albero e adora cucinare. È gentile, forte e simpatica. Ama lo sport e il calcio in particolare, ed è un'ottima atleta. Doppiata da Vanessa Bagdasarian (ed. inglese), Veronica Cannizzaro (ed. italiana).
- David "Dave" Seville: è il padre adottivo dei Chipmunks. Indossa sempre una maglia celeste e ha capelli neri e jeans. È un uomo di buon cuore, responsabile e fa il musicista. La sua pazienza viene spesso messa a dura prova a causa di Alvin. Doppiato da Ross Bagdasarian Jr. (ed. inglese), Nanni Baldini (ed. italiana).

### Personaggi secondari
- Beatrice Miller: è un'anziana vicina di casa dei Seville. Dolce vicina che pensa sempre agli altri. Le Chipettes mantengono il suo cognome, seppure non vivano con lei. Doppiata da Janice Karman (ed. inglese).
- Bocarter Beauregard Humstrong: è uno studente della scuola. Veste in maniera impeccabile ma è un ragazzo snob, viziato, assetato di fama e prepotente, essendo figlio di un ricchissimo individuo malvagio, ed acerrimo nemico e rivale dei Chipmunks e delle Chipettes. Viene spesso sconfitto da Alvin ed dai suoi amici. Ha un fratello minore, di nome Neville. Doppiato da Michael Bagdasarian (ed. inglese), Francesco Ferri (ed. italiana).
- Derek Smalls: è il bullo della scuola, ha una maglia viola con le maniche bianche con jeans, se la prende spesso con i Chipmunks, ma viene sconfitto grazie ai loro stratagemmi. È prepotente ed egoista. Se la prende spesso anche con Kevin e Cheesy. Doppiato da Brian Chambers (ed. inglese), Federico Boccanera (ed.italiana).
- Bernese Smith: è l'insegnante di matematica, scienze e storia della scuola dei Chipmunks, e Alvin la fa sempre impazzire; è molto prepotente, inoltre è muscolosa, atletica e brava in molti sport. Doppiata da Janice Karman (ed. inglese), Emanuela Baroni (ed. italiana).
- Louise Croner: è una signora anziana che ama le sue rose e i suoi gatti. A volte aiuta i Chipmunks (soprattutto Theodore) in qualcosa. Mostra di avere capacità irrealistiche ed è molto più in forma della maggior parte delle persone della sua età. Stranamente chiama Theodore "Crawford". Doppiata da Janice Karman (ed. inglese), Graziella Polesinanti (ed. italiana).
- Neville Humstrong: è il fratello minore di Bocarter. È molto viziato, pestifero e giocherellone. Doppiato da Vanessa Bagdasarian (ed. inglese).
- Marina Rodentia: è un'appassionata di moda, ha un negozio e fino alla terza stagione Brittany ne trae ispirazione, ma successivamente rompono la loro amicizia.
- Julie: è un'amica di Dave e mamma di un ragazzo di nome Logan. Doppiata da Elizabeth Gomez (ed. inglese).
- Ray Ray: è un bullo della scuola amico di Derek.
- Kevin: è intelligente e simpatico ed è molto amico di Alvin e di Simon. Indossa una maglietta verde pantaloncini ha gli occhiali e i capelli rossi. Quando è nervoso non riesce a gestire l’ansia. Doppiato da Michael Bagdasarian (ed. inglese), Tito Marteddu (ed. italiana).
- Cheesy: è il migliore amico di Kevin, indossa una maglietta blu con maniche bianche, e ha i jeans e i capelli rossi; è goloso, goffo e stupido. Doppiato da Michael Bagdasarian (ed. inglese), Lorenzo Crisci (ed. italiana).
- Warren: è uno studente della scuola, indossa una camicia viola con jeans, amico di Kevin e Cheesy.
- Amber: è una studentessa della scuola, amica di Alvin. Doppiata da Vanessa Bagdasarian (ed. inglese).
- Annie: è una studentessa della scuola, migliore amica di Amber. Doppiata da Vanessa Bagdasarian (ed. inglese).
- Jenny: è una studentessa della scuola.
- Vanessa: è una studentessa della scuola.
- Preside Meadows: è la giovane preside della scuola. È molto educata e garbata, anche quando si arrabbia non alza mai la voce e resta sempre calma. Doppiata da Edwina Jones (ed. inglese).
- Floyd Dotson: è l’insegnante di teatro della scuola. Adora le recite e gli spettacoli e si emoziona quando qualcuno recita perfettamente.
- Daniel Dobkins: è il coach di molti sport e insegnante della scuola. È arrogante, atletico, muscoloso e duro, ha poca pazienza e strilla molto spesso. Doppiato da Alessandro Ballico (ed. italiana)
- Mister Howard Humstrong: è un uomo insolente, maleducato, subdolo e molto ricco, indossa sempre un abito grigio con camicia e cravatta viola scuro, ha i baffi e capelli biondi ed è il padre di Bocarter e Neville. Ha sempre intenzione di sbarazzarsi dei Chipmunk e le Chipette.
- Doris Dangus: è il poliziotto della città di Alvin. Prova a fare nel modo migliore il suo lavoro, ma spesso fa la figura dell'immaturo. Alla fine però si dimostra un bravo poliziotto e spesso risolve i casi per cui viene chiamato. Ha un nipote di nome Tommy, che va a scuola con i Chipmunks.Doppiato da Michael Bagdasarian (ed. inglese), Enrico Pallini (ed. italiana)
- Thornbergaupht: è il cattivo in un gioco in un visore 3D creato da Simon. È un gigantesco testone fluttuante viola con una gemma in fronte. È in grado di sparare raggi laser dagli occhi e di vomitare fumo viola dalla bocca causato dalla sua alitosi.
- Geizmo: è un robot creato da Simon che cerca di dargli anche delle emozioni nell'episodio Un robot emotivo. Compare anche in alcuni episodi successivi.
- Biggie Large: è un rapper comparso nell'episodio Little T. Propone a Theodore di diventare solista dopo aver visto un suo video musicale. Compare anche in un altro episodio. Doppiato da Jean Ellie (ed. inglese).
- Zeela: è una robottina creata da Jeannette ed è in sintesi la versione femminile di Geizmo. Alla fine i due inizieranno a frequentarsi.

## Produzione
La serie, originariamente intitolata The Chipmunks and Chipettes, è composta da 130 episodi della durata di 11 minuti ed è prodotta in animazione CGI ad alta definizione. Lo show funge da aggiornamento della serie degli anni ottanta utilizzando la stessa sigla, i doppiatori Ross Bagdasarian Jr. e Janice Karman, e la presenza di una canzone ad ogni episodio.
I produttori della serie sono Ross Bagdasarian Jr., Janice Karman, Sandrine Nguyen e Boris Hertzog; la compagnia francese OuiDo! Productions gestisce l'animazione e gli storyboard e la Bagdasarian Productions si occupa delle voci e della musica. PGS Entertainment ha acquisito i diritti per i media al di fuori degli Stati Uniti e della Francia nell'agosto 2013 e i diritti di licenza e merchandising a maggio 2014.
ll 24 febbraio 2014, Nickelodeon ha acquisito tutti i 104 episodi realizzati fino a quel momento per tutti territori eccetto il Brasile.
La serie era stata programmata per una prima e una seconda stagione di 26 episodi per il 2015 e il 2016. È stata poi in seguito annunciata una terza stagione e una quarta sempre di 26 episodi. La terza stagione è andata una settimana dopo la messa in onda dell'ultimo episodio della seconda.
La quinta stagione venne annunciata nel 2018 per poi venire trasmessa nel 2021. In precedenza, erano già state annunciate nel 2019, la sesta e la settima stagione. Successivamente, tali stagioni vennero cancellate, come comunicato dai produttori nel dicembre 2023.
Nel dicembre 2024, PGS Entertainment ha annunciato che distribuirà le cinque stagioni della serie nelle regioni Italia, Regno Unito e Irlanda.

## Episodi
| Stagione         | Episodi | Prima TV USA | Prima TV Italia |
| ---------------- | ------- | ------------ | --------------- |
| Prima stagione   | 26      | 2015-2016    | 2015-2016       |
| Seconda stagione | 26      | 2016-2017    | 2016-2017       |
| Terza stagione   | 26      | 2017-2019    | 2017-2019       |
| Quarta stagione  | 26      | 2019-2020    | 2019-2020       |
| Quinta stagione  | 26      | 2021-2023    | 2021-2023       |

## Distribuzione
In Francia la serie va in onda su M6, negli Stati Uniti su Nickelodeon e in Canada su Teletoon e Family Channel.
In Italia viene trasmessa su Nick Jr., Nickelodeon e in chiaro su K2. Da dicembre 2022 gli episodi delle prime quattro stagioni sono disponibili anche sulle piattaforme streaming Disney+ e Netflix, la quinta stagione è stata resa disponibile su Netflix, fatta d'eccezione su Disney+.
In America Latina il cartone viene trasmesso da Nickelodeon, Nick Jr., Gloob (solo in Brasile) e Azteca7 (solo in Messico), in Spagna su Nickelodeon, Neox (prima TV stagioni 1-2) e Disney Channel (prima TV stagioni 3-5), nelle Fiandre e Benelux su Nickelodeon, a Montenegro su Okay Channel.
In Pakistan la serie viene trasmessa da Pop mentre in Regno Unito su Kix, MTV Kids, Pop, Nicktoons e Nick Jr.. In Francia e Russia il cartone è trasmesso rispettivamente su Gulli e DPI Propaganda.
A Singapore la serie debutta direttamente su Netflix.
Negli Emirati Arabi Uniti è invece distribuita direttamente in DVD, mentre in Corea del Sud e in Turchia su Internet.
Nei Paesi Bassi viene pubblicata sempre su Internet e Netflix.

## Accoglienza
Emily Ashby di Common Sense Media descrisse le buffonate dei personaggi come simili a quelle della serie televisiva originale e dei film live-action, vi era una lieve crudezza, dell'umorismo slapstick e della confusione generale, ma fu apprezzato il fatto che i protagonisti fossero studenti delle scuole superiori. Erano presenti alcuni flirt e diverse allusioni a concetti come gli uccelli e le api. Le singole storie si sforzavano di promuovere messaggi positivi sull'immagine di sé, sul superamento delle sfide e sull'essere un buon amico, ma queste erano spesso oscurate dagli aspetti più leggeri legati alla comicità generale.